# Eschach (Baden-Württemberg)
Eschach è un comune tedesco di 1 902 abitanti situato nel land del Baden-Württemberg.